# Cnemoscopus
Cnemoscopus was een monotypisch geslacht van zangvogels uit de familie Thraupidae (tangaren). Nu verplaatst naar geslacht Cnemathraupis.
- Cnemathraupis rubrirostris synoniem: Cnemoscopus rubrirostris - grijskoptangare